# Peterbilt 579
Peterbilt Model 579 — аеродинамічний тягач з широкою кабіною, що виготовляється компанією Peterbilt з 2012 року.

## Опис

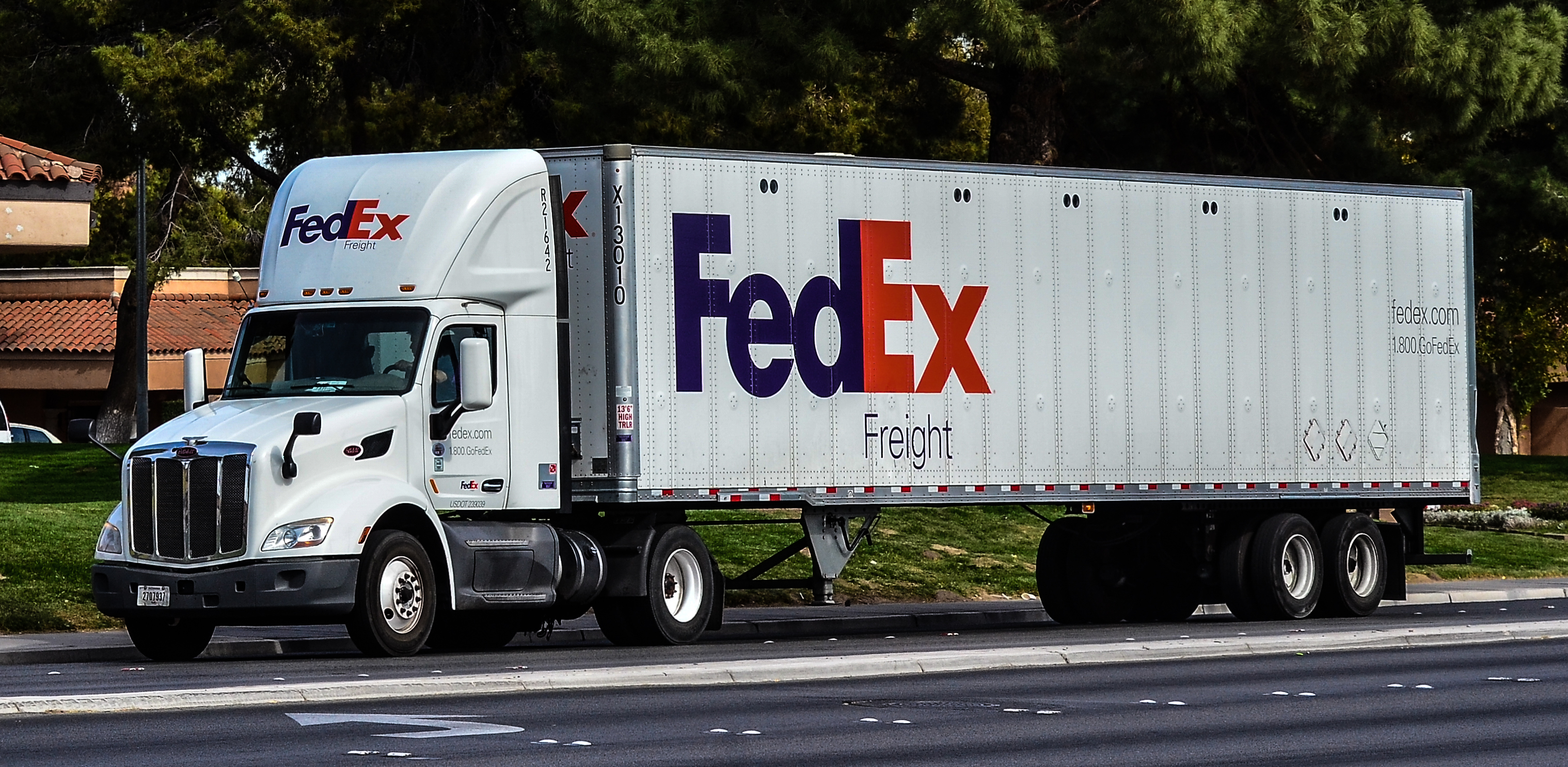
Peterbilt 579 з короткою кабіною (2012-2021)

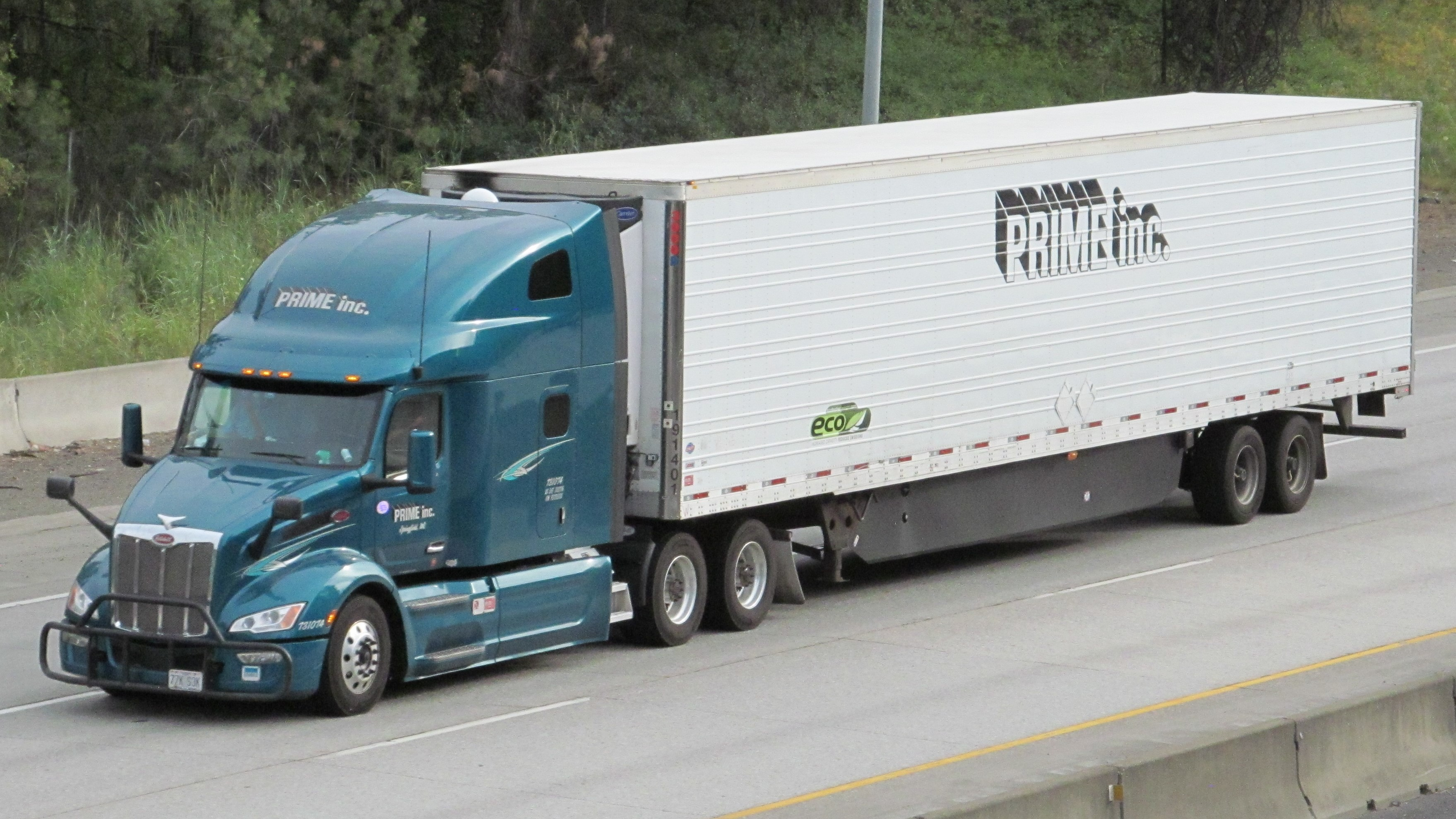
Peterbilt 579 (з 2021)

Замінивши 587 (який залишився у виробництві), 579 служив флагманською модельною лінійкою поряд із «традиційним» 389. Дебютувавши з абсолютно новою конструкцією кабіни, 579 покращив зовнішню видимість (через видалення вентиляційних вікон), додатково покращена аеродинаміка (з переробленим бортиком кузова та оптимізованою конструкцією днища), а також покращена зручність обслуговування.
У 2014 році, щоб відзначити 75-річчя виробництва, Peterbilt випустив випуск моделі 579, присвячений 75-й річниці, який був пофарбований у два кольори ззовні та відповідного інтер’єру.
У 2018 році компанія Peterbilt почала тестування своїх перших прототипів електромобілів, створивши 12 579 з повністю електричними силовими агрегатами.

### Next-Gen
11 лютого 2021 року Peterbilt запускає свій новий флагман для шосе 579 Next-Gen. Тягач отримав незвичайні спойлери на стойках кабіни. Передню частину звузили, через що довелося переробити всю систему охолодження двигуна, але це дозволило покращити аеродинаміку. Також були перероблені бічні обтічники, а нові складні подовжувачі краще закривають проміжок між тягачем і напівпричіпом. Ця модель оснащена 15-дюймовим цифровим дисплеєм і стандартним колесом SmartWheel, що дозволяє здійснювати керування кінчиками пальців водія.

### Model 579EV
У 2021 році Peterbilt розпочав виробництво повністю електричних моделей, випустивши тягач Class 8 579EV.
Peterbilt Model 579EV це електрична вантажівка із запасом ходу близько 241 км та швидкою зарядкою батареї постійним струмом за 3-4 години. Потужність його трансмісії представленої тандемним приводом Meritor 14Xe e-axle складає 670 к.с., при вантажопідйомності понад 15 т.
У січні 2021 року електромобіль покорив вершину Pikes Peak.

## Двигуни
- PACCAR MX-11 Turbo Diesel
- PACCAR MX-13 I6 Turbo Diesel 12.9 380-500 к.с. при 1450-1850 об/хв